# Mosaïque forestière côtière du Cap et du KwaZulu
Localisation
La mosaïque forestière côtière du Cap et du KwaZulu forme une écorégion définie par le fonds mondial pour la Nature (WWF) qui couvre une bande côtière de près de 18 000 km2, au sud-est de l'Afrique du Sud. Elle appartient à l'écozone afrotropicale et au biome des forêts décidues humides tropicales et subtropicales.